# Jonathan Cubero
Jonathan Mathías Cubero Rieta (Montevideo, Uruguay, 15 de enero de 1994) es un futbolista uruguayo. Juega de portero y su equipo actualmente es el Club Atlético Cerro de Uruguay. Distinguido como Guante de Oro de la Copa Mundial Sub-17 en 2011.

## Trayectoria
Su primer club fue el Club Atlético Cerro de Montevideo, donde debutó en Primera División en el año 2010. En 2015 pasó a jugar en el Club Atlético Torque, equipo de la Segunda División.

## Selecciones Nacionales juveniles
Ha sido internacional con las distintas Selecciones juveniles uruguayas en varias ocasiones. Disputó un sudamericano sub-15 y otro sub-17. Además, participó del mundial sub-17 de 2011 en el cual recibió el guante de oro al mejor guardameta de la competencia.

### Participaciones en Sudamericanos
| Copa                        | Sede      | Resultado     |
| --------------------------- | --------- | ------------- |
| Sudamericano Sub-15 de 2009 | Bolivia   | 4º puesto     |
| Sudamericano Sub-17 de 2011 | Ecuador   | Tercer puesto |
| Sudamericano Sub-20 de 2013 | Argentina | Tercer puesto |

### Participaciones en Mundiales
| Copa                                  | Sede    | Resultado  |
| ------------------------------------- | ------- | ---------- |
| Copa Mundial de Fútbol Sub-17 de 2011 | México  | Subcampeón |
| Copa Mundial de Fútbol Sub-20 de 2013 | Turquía | Subcampeón |

## Clubes
| Club                   | País     | Año             |
| ---------------------- | -------- | --------------- |
| Cerro                  | Uruguay  | 2010 - 2015     |
| Montevideo City Torque | Uruguay  | 2015 - 2021     |
| Atenas de San Carlos   | Uruguay  | 2021            |
| Deportes Quindío       | Colombia | 2022            |
| Racing                 | Uruguay  | 2023            |
| Potencia               | Uruguay  | 2023            |
| Cerro                  | Uruguay  | 2024 - presente |

## Palmarés
| Título                                  | Club                 | País    | Año  |
| --------------------------------------- | -------------------- | ------- | ---- |
| Segunda División Profesional de Uruguay | Club Atlético Torque | Uruguay | 2017 |
| Segunda División Profesional de Uruguay | Club Atlético Torque | Uruguay | 2019 |

### Distinciones individuales
| Distinción                              | Año  |
| --------------------------------------- | ---- |
| Guante de Oro de la Copa Mundial Sub-17 | 2011 |